# جورج ماكلين (لاعب كرة قدم)
جورج ماكلين (بالإنجليزية: George McLean)‏ هو لاعب كرة قدم بريطاني في مركز الهجوم، ولد في 26 مايو 1943 في بيزلي في المملكة المتحدة. شارك مع منتخب اسكتلندا لكرة القدم. أما مع النوادي، فقد لعب مع دونفرملين أثلتيك ونادي آير يونايتد ونادي دندي ونادي رينجرز ونادي سانت ميرين وهاميلتون أكاديميكال.

## وصلات خارجية
- جورج ماكلين على موقع قاعدة بيانات كرة القدم.إي يو (الإنجليزية)
- جورج ماكلين على موقع ناشيونال فوتبول تيمز (الإنجليزية)
- جورج ماكلين على موقع عالم كرة القدم.نت (الإنجليزية)